# Deutsches Tapetenmuseum

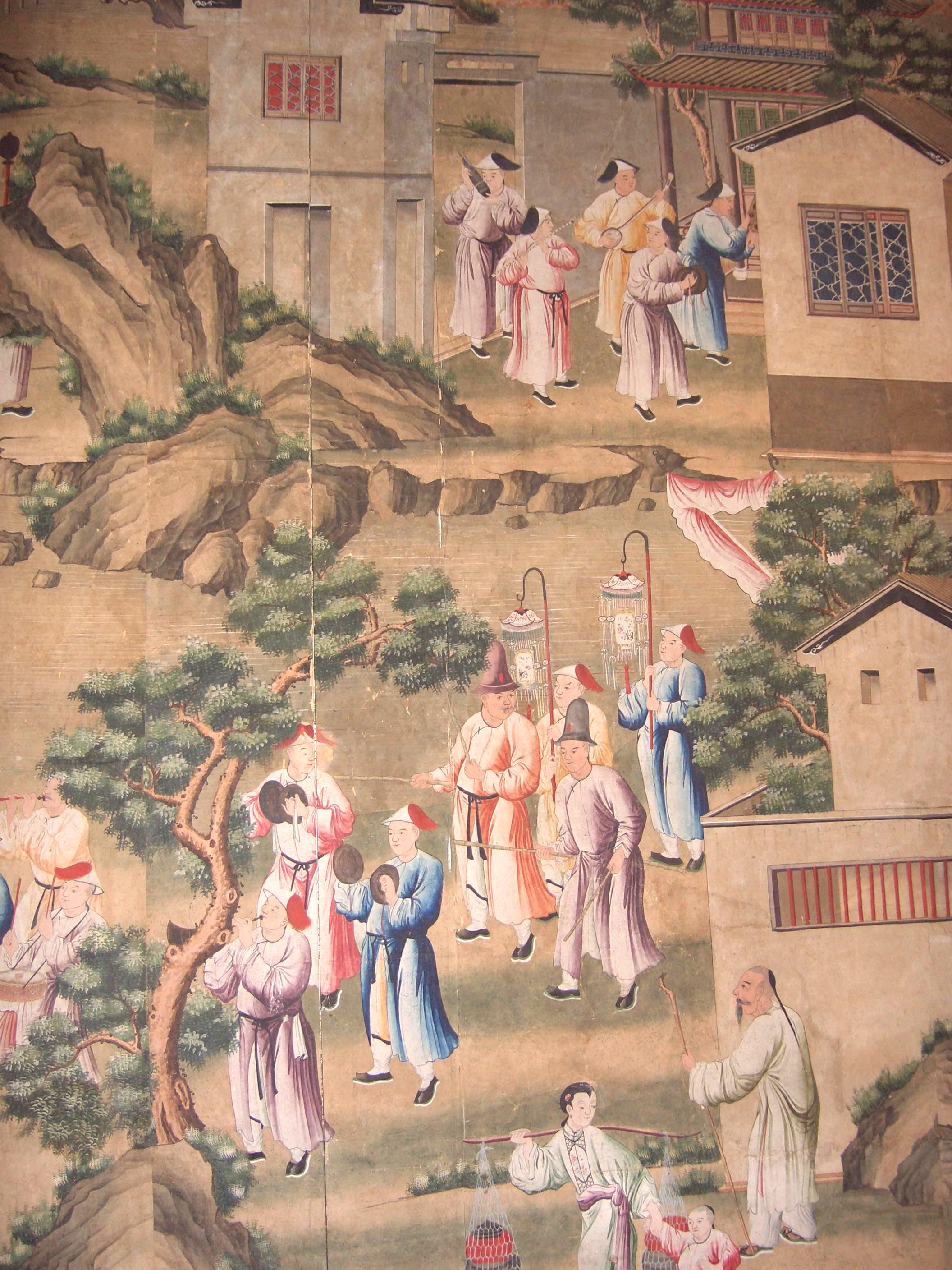
Chinesische Tapete aus der Zeit des Qianlong, ca. 1780, Teil der Sammlung des Deutschen Tapetenmuseums

Das Deutsche Tapetenmuseum ist ein 1923 gegründetes Museum  in Kassel mit Schwerpunkt auf Tapeten und Raumkunst. Seit 1993 gehört es zu Hessen Kassel Heritage.

## Geschichte
Bereits in den 1880er Jahren kam in der Tapetenbranche die Idee eines Tapetenmuseums auf. 1911 fand im Hamburgischen Museum für Kunst und Gewerbe eine Tapetenausstellung statt, die auf der Sammlung des Tapetenhändlers Geheimrat Gustav Iven basierte. Die dort gezeigten Exponate bildeten den Grundstock für das spätere Tapetenmuseum. Am 16. Juni 1920 gründeten in der Hamburger Kunstgewerbeschule mehrere Tapetenfabrikanten und -händler den Verein Deutsches Tapetenmuseum, der unter der Führung von Gustav Iven eine Tapetensammlung zusammentrug. Der Verein verhandelte mit zwölf Städten über die Unterbringung des Museums. Berlin, Kassel und Weimar standen am Ende zur Wahl. Schließlich wurde mit der Staatlichen Verwaltung der Schlösser und Gärten in Berlin, die für die Kasseler Schlösser zuständig war, ein Mietvertrag über 18 Räume im Roten Palais am Kasseler Friedrichplatz abgeschlossen. Unter dem ersten Museumsleiter Heinrich Apell eröffnete das Museum am 30. Juni 1923 als private Einrichtung des Vereins. Die Sammlung umfasste damals rund 9.000 Objekte. 1934 enthielt die Sammlung, die seit 1928 von der Stadt Kassel finanziell unterstützt wurde, bereits 20.000 Tapeten und andere Objekte. Die Ausstellung wurde nun auf das benachbarte Weiße Palais erweitert. Während des Zweiten Weltkriegs wurden die Gebäude und Teile der Tapetensammlung, der Bibliothek und des Archivs durch einen Fliegerangriff in der Nacht vom 8. auf den 9. September 1941 zerstört. Heinrich Apell sicherte zusammen mit dem Restaurator Justus Jakob sowie dem Sammler Gustav Iven die erhalten gebliebenen Objekte. Sie wurden an sechs verschiedenen Standorten eingelagert. Insgesamt konnten rund 6.000 Tapeten gerettet werden. 

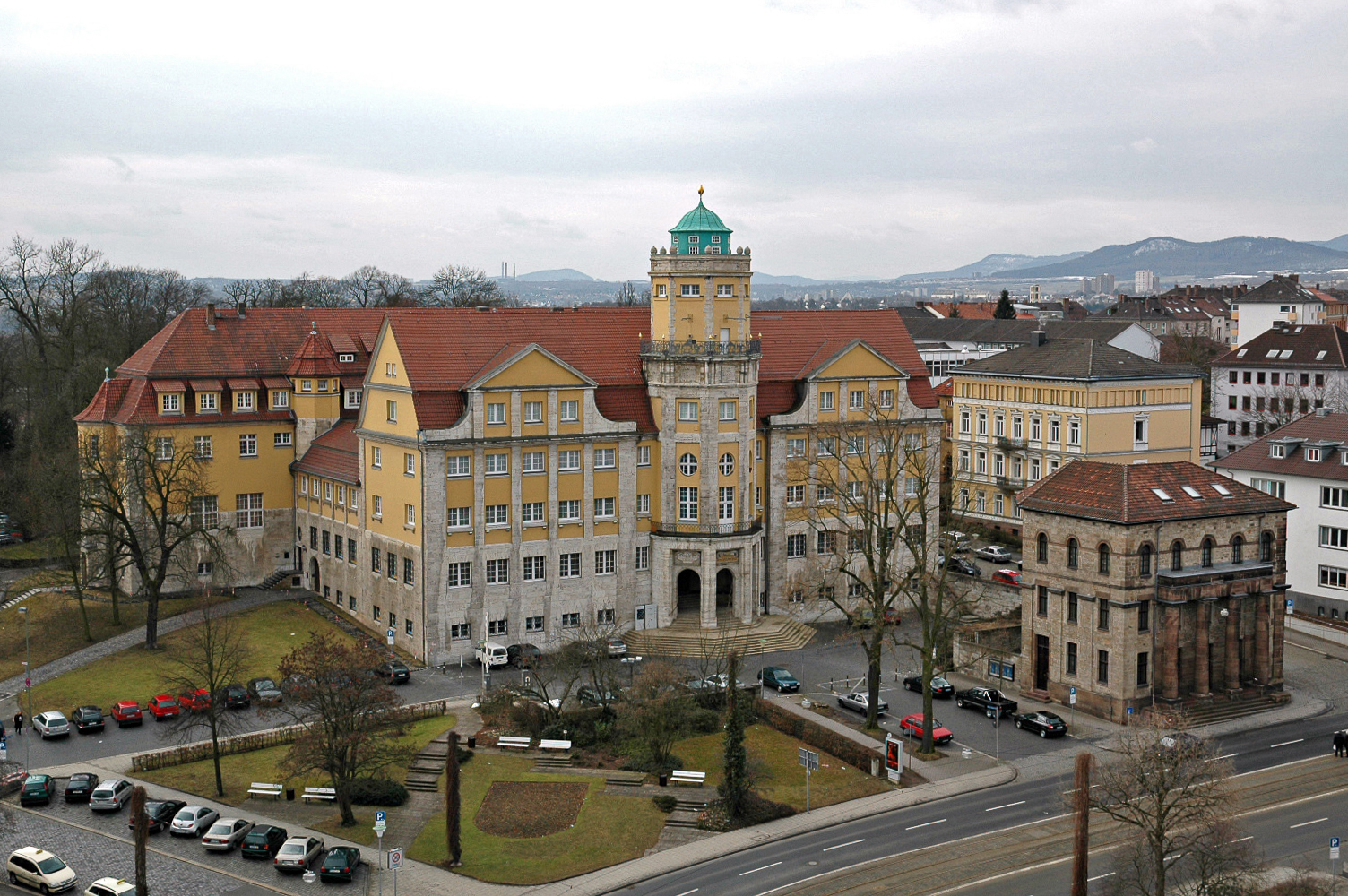
Das Hessische Landesmuseum, in dem das Tapetenmuseum von 1976 bis 2008 ansässig war

1948 wurde das Museum in verkleinerter Form im Weißensteinflügel von Schloss Wilhelmshöhe wiedereröffnet. Von 1976 bis 2008 war das Tapetenmuseum im Hessischen Landesmuseum untergebracht und rund 800 ausgewählte Stücke wurden auf 1000 Quadratmeter Fläche gezeigt. Die Trägerschaft des Museums ging 1993 an das Land Hessen über, die Sammlung blieb zunächst im Eigentum des Vereins Deutsches Tapetenmuseum. Das Land gliederte das Museum den Staatlichen Museen Kassel an. Mitte der 1980er Jahre trat die Stadt Kassel dem Verein bei. 2017 ging auch die Sammlung auf das Land Hessen über, mit der Vorgabe, die Sammlung auszustellen.
2008 wurde das Landesmuseum und damit auch das Tapetenmuseum wegen Umbauarbeiten geschlossen. Die Sammlung zog zwischen 2010 und 2011 in ein Depot. Teile davon wurden seitdem im Rahmen wechselnder Sonderausstellungen gezeigt, darunter Wandlust. Schaufenster Deutsches Tapetenmuseum (2014) und Op, Pop, Top! Tapeten der 70er Jahre (2022).
Bereits 2010 gab es Pläne für den Bau eines eigenen Museumsgebäudes für die Tapetensammlung. Die Eröffnung war für 2013 auf dem Weinberg in Kombination mit der Grimmwelt geplant. Während die Grimmwelt 2014 an diesem Standort eröffnet wurde, wurden die Pläne für das Tapetenmuseum verworfen. 2015 wurde abermals der Neubau des Deutschen Tapetenmuseums beschlossen. 2017 wurde ein Architektenwettbewerb ausgetragen, den das Architekturbüro Harry Gugger Studio aus Basel gewann. Am 30. Juni 2023 erfolgte die Grundsteinlegung für den Neubau des Tapetenmuseums am Brüder-Grimm-Platz gegenüber dem Landesmuseum, wo bis 2018 der Hessische Verwaltungsgerichtshof stand. Es soll 1.500 Quadratmeter Ausstellungsfläche, ein Depot sowie Restaurierungswerkstätten umfassen und integriert die Nördliche Torwache. Die Eröffnung war im Dezember 2023 für das Jahr 2026 geplant.

## Sammlungsgeschichte und -bestand
Den Grundstock des Museumsbestandes bildet die Sammlung von Gustav Iven. Hinzu kamen Stiftungen von Fabriken, Tapetenhandlungen sowie Handwerkerinnen und Handwerkern. 1928 und 1930 kamen eine asiatische Abteilung und eine Buntpapiersammlung hinzu. Nach der Zerstörung großer Bestände im Jahr 1941, darunter die Buntpapiere, kam es in den Jahren 1942 und 1943 zu großen Neuerwerbungen, unter anderem direkt von Produzenten und aus dem Kunsthandel. 1945 wurden Bestände auf Verlangen der amerikanischen Besatzungsmacht zurückgeführt. 1996 wurde eine umfangreiche Sammlung von Bernard Poteau (1955–1995) angekauft, die Tapeten aus Pariser Stadthäusern und Firmennachlässe enthielt.
Die heute auf über 23.000 Tapeten angewachsene Sammlung reicht von Goldledertapeten aus dem 16. Jahrhundert, chinesischen Tapeten bis zu Designertapeten der Gegenwart. Von rund 90 bekannten Panoramatapetendekoren sind 41 in Kassel versammelt. Einen wichtigen Bestand stellen auch die Biedermeiertapeten von Johann-Christian Arnold dar, der in den 1790er Jahren nahe des zukünftigen Museumsstandorts eine der ersten deutschen Tapetenmanufakturen eröffnete. Weiterhin befinden sich Werke von Paul-Marie Balin, Marburger Tapetenfabrik, Zuber et Cie, Morris & Co., Tapetenfabrik Leroy, Tapetenfabrik Gebr. Rasch und A.S. Création in der Sammlung.  

## Direktion

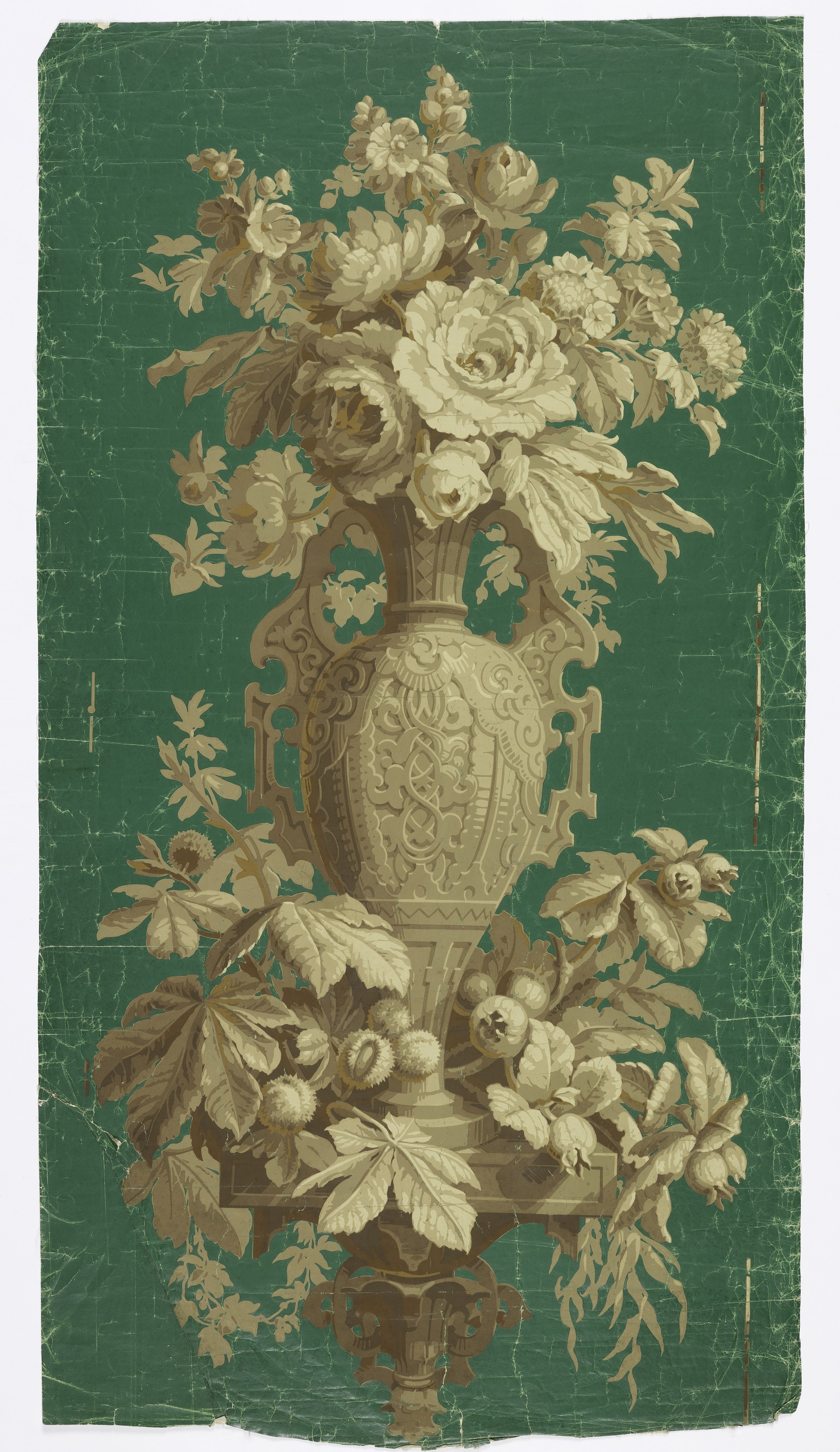
Französische Tapete von 1860, die dem Cooper Hewitt Museum 1955 vom Deutschen Tapetenmuseum geschenkt wurde

- Französische Tapete von 1860, die dem Cooper Hewitt Museum 1955 vom Deutschen Tapetenmuseum geschenkt wurde1923–1950: Heinrich Apell (1870–1957)
- 1950–1974: Josef Leiß
- 1974–1990: Ernst Wolfgang Mick
- 1991–2010: Sabine Thümmler
- seit 2010: Astrid Arnold-Wegener[15]